# Wół (rodzaj)
Wół (Bubalus) – rodzaj ssaków z podrodziny bawołów (Bovinae) w obrębie rodziny wołowatych (Bovidae).

## Rozmieszczenie geograficzne
Rodzaj obejmuje gatunki występujące w Azji.

## Morfologia
Długość ciała 122–300 cm, długość ogona 60–100 cm, wysokość w kłębie 60–190 cm; długość rogów 14,6–51 cm; masa ciała 200–1200 kg.

## Systematyka
Rodzaj zdefiniował w 1827 roku angielski przyrodnik Charles Hamilton Smith w rozdziale poświęconym systematyce ssaków w publikacji traktującej o królestwie zwierząt. Gatunkiem typowym jest (absolutna tautonimia) wół domowy (B. bubalis).

### Etymologia
- Bubalus: łac. bubalus ‘bawół’, od gr. βουβαλος boubalos ‘bawół’[13].
- Anoa: rodzima, celebeska nazwa anoa dla anoa nizinnego[14]. Gatunek typowy (oznaczenie monotypowe): Anoa depressicornis C.H. Smith, 1827.
- Buffelus: nowołac. buffelus ‘bawół’, od ang. buffalo ‘bawół’[15]. Gatunek typowy: Rütimeyer wymienił trzy gatunki – †Bos palaeindicus Falconer, 1859, †Bubalus antiquus Duvernoy, 1854 oraz Bos indicus Rütimeyer, 1865 (= Bos bubalis Linnaeus, 1758) – z których typem nomenklatorycznym jest Buffelus indicus Rütimeyer, 1865 (= Bos bubalis Linnaeus, 1758).
- Probubalus: gr. προ pro ‘blisko, w pobliżu’; rodzaj Bubalus C.H. Smith, 1827[16]. Gatunek typowy: Rütimeyer wymienił trzy gatunki – Probubalus celebensis Rütimeyer, 1865 (= Anoa depressicornis C.H. Smith, 1827), †Probubalus sivalensis Rütimeyer, 1865 (= †Hemibos triquetricornis Rütimeyer, 1865) oraz †Amphibos acuticornis Rütimeyer, 1865 (= †Bos (Amphibos) acuticornis Falconer & Cautley, 1868) – nie wyznaczając gatunku typowego.
- Pseudonovibos: gr. ψευδος pseudos ‘fałszywy’; rodzaj Novibos Coolidge, 1940[7]. Gatunek typowy (oryginalne oznaczenie): Pseudonovibos spiralis Peter & Feiler, 1994 (= Bos bubalis Linnaeus, 1758).

### Podział systematyczny
Podział anoa na formę nizinną B. depressicornis (anoa nizinny) i formę górską B. quarlesi (anoa górski) wymaga dalszych badań ze względu na ogromną zmienność leżącą u ich podstaw (np. wygląd zewnętrzny, anatomia, chromosomy, białka i DNA) które uniemożliwiają ostateczną klasyfikację.
Arni azjatycki i wół domowy bywają zaliczane do odrębnych podgatunków nadrzędnego gatunku Bubalus bubalis, jako kolejno Bubalus bubalis arnee i Bubalus bubalis bubalis.
Do rodzaju należą następujące występujące współcześnie gatunki:
| Podrodzaj | Grafika | Gatunek                | Autor i rok opisu  | Nazwa zwyczajowa | Podgatunki         | Rozmieszczenie geograficzne | Podstawowe wymiary                              | Status IUCN |
| --------- | ------- | ---------------------- | ------------------ | ---------------- | ------------------ | --- | ----------------------------------------------- | ----------- |
| Bubalus   |         | Bubalus arnee          | (Kerr, 1792)       | arni azjatycki   | 4 podgatunki       | południowy Nepal, środkowe i północno-wschodnie Indie, południowa Sri Lanka, północna Mjanma, zachodnia Tajlandia i wschodnio-środkowa Kambodża; zakres wysokości: 0–1500 m n.p.m. | DC: 240–300 cm DO: 60–100 cm MC: 250–1200 kg    | EN          |
| Bubalus   |         | Bubalus bubalis        | (Linnaeus, 1758)   | wół domowy       | 2 podgatunki       | północno-wschodnie Indie (Asam) przez południowo-wschodnią Azję aż do doliny rzeki Jangcy w Chińskiej Republice Ludowej, ale gatunek ten występuje na całym subkontynencie indyjskim; obecnie w stanie dzikim w całej Azji, z introdukowanymi populacjami w Ameryce Północnej i Południowej oraz północnej Australii | DC: 240–300 cm DO: 60–100 cm MC: 250–1200 kg    | GU          |
| Bubalus   |         | Bubalus mindorensis    | Heude, 1888        | wół mindorski    | gatunek monotypowy | endemit Filipin: Mindoro; zakres wysokości: 0–2000 m n.p.m. | DC: około 220 cm DO: około 60 cm MC: 200–300 kg | CR          |
| Anoa      |         | Bubalus depressicornis | (C.H. Smith, 1827) | anoa nizinny     | gatunek monotypowy | endemit Indonezji: Celebes (północne, środkowe, wschodnie i południowo-wschodnie) oraz wyspa Buton; nie ma pewności, czy jest sympatryczny, czy parapatryczny w stosunku do B. quarlesi; zakres wysokości: do 1000 m n.p.m.                                                                                          | DC: 122–188 cm DO: brak danych MC: do 300 kg    | EN          |
| Anoa      |         | Bubalus quarlesi       | (Ouwens, 1910)     | anoa górski      | gatunek monotypowy | endemit Indonezji: Celebes (głównie środkowe, także w części północnej i południowo-wschodniej) oraz północna część wyspy Buton; nie ma pewności, czy jest sympatryczny, czy parapatryczny w stosunku do B. depressicornis; zakres wysokości: do 2300 m n.p.m.                                                       | DC: 122–188 cm DO: brak danych MC: do 300 kg    | EN          |

Kategorie IUCN:  EN  – gatunek zagrożony,  CR  – gatunek krytycznie zagrożony; GU – gatunek udomowiony, nie podlega ocenie IUCN.
Opisano również gatunki wymarłe:
- Bubalis
  - Bubalus brevicornis Yang Zhongjian, 1936[20]
  - Bubalus cebuensis Croft, Heaney, Flynn & Bautista, 2006[21]
  - Bubalus mephistopheles (Hopwood, 1925)[22]
  - Bubalus murrensis (Berckhemer, 1927)[23]
  - Bubalus palaeindicus (Falconer, 1859)[24]
  - Bubalus palaeokerabau Dubois, 1908[25]
  - Bubalus platyceros Lydekker, 1877[26]
  - Bubalus teilhardi Yang Zhongjian, 1932[27]
  - Bubalus wansjocki Boule & Teilhard de Chardin, 1928[28]
  - Bubalus youngi Zhou Mingzhen & Xu Yuxuan, 1957[29]
- Anoa
  - Bubalus grovesi Rozzi, 2017[30]
- Incertae sedis
  - Bubalus bathygnathus Akhtar, 1992[31]
  - Bubalus jarikasensis Akhtar, 1992[31]